# Ambystoma laterale
Ambystoma laterale é uma espécie de anfíbio caudado pertencente à família Ambystomatidae. Pode ser encontrada nos Estados Unidos da América e no Canadá.